# Tetraopes thermophilus
Tetraopes thermophilus är en skalbaggsart som beskrevs av Louis Alexandre Auguste Chevrolat 1861. Tetraopes thermophilus ingår i släktet Tetraopes och familjen långhorningar.
Artens utbredningsområde är El Salvador. Inga underarter finns listade i Catalogue of Life.